# Cookie (vẹt mào)
Cookie (30 tháng 6 năm 1933 - 27 tháng 8 năm 2016) là một cá thể vẹt mào Major Mitchell (Lophochroa leadbeateri) đực sống tại Vườn thú Brookfield, gần Chicago, Illinois, Hoa Kỳ. Nó được cho là cá thể già nhất của loài được nuôi nhốt, ở tuổi 82 vào tháng 6 năm 2015. Cookie cũng sống lâu hơn tuổi thọ trung bình của loài. Đây là một trong những cá thể chim sống lâu nhất được ghi nhận, và được Sách Kỷ lục Guinness công nhận là cá thể vẹt sống lâu nhất trên thế giới.
Cá thể lớn tuổi thứ hai của loài này được tìm thấy trong môi trường tự nhiên là một con chim cái 31 tuổi ở Khu bảo tồn Động vật Hoang dã Paradise, Anh. Thông tin do World Parrot Trust công bố cho biết tuổi thọ của vẹt mào Major Mitchell trong điều kiện nuôi nhốt trung bình là 40–60 năm.

## Đời sống
Cookie là cá thể sống lâu nhất của Vườn thú Brookfield, và là thành viên cuối cùng còn sống trong số những động vật đầu tiên được nuôi kể từ thời điểm vườn thú mở cửa vào năm 1934. Từ Vườn thú Taronga ở Sudney, New South Wales, Úc, Cookie được chuyển đến Vườn thú Brookfield, Mỹ từ lúc mới 1 tuổi.
Năm 2007, Cookie được chẩn đoán, kê đơn thuốc và khẩu phần ăn cho bệnh viêm xương khớp và loãng xương - những bệnh thường xảy ra ở động vật lớn tuổi, mặc dù người ta tin rằng tình trạng loãng xương có thể xuất hiện do chế độ ăn chỉ có hạt trong 40 năm đầu đời, trước khi các yêu cầu về chế độ ăn uống của loài vẹt mào Mitchell được hiểu đầy đủ.
Cookie đã "về hưu" và không còn xuất hiện tại triển lãm ở sở thú vào năm 2009 (sau vài tháng chỉ xuất hiện vào cuối tuần) để giữ gìn sức khỏe, sau khi nhân viên nhận thấy rằng sức khỏe của Cookie đã cải thiện rõ rệt khi không xuất hiện trước công chúng. Năm 2013, Cookie vẫn được đánh giá là có sức khỏe tốt so với tuổi của mình.
Cookie qua đời vào ngày 27 tháng 8 năm 2016 ở tuổi 83. Một đài tưởng niệm tại vườn thú đã được xây dựng vào tháng 9 năm 2017.
Năm 2020, Cookie trở thành chủ đề của một tập thơ của Barbara Gregorich mang tên Cookie the Cockatoo: Everything Changes.